# Opel RAK e
La Opel RAK e è una Concept car prodotta dalla Opel.
Dotata di propulsione elettrica e di due posti disposti in configurazione a tandem, la Rak e è stata presentata al Salone dell'automobile di Francoforte nel 2011.
Il nome richiama l'Opel RAK un veicolo con propulsione a razzo prodotto dalla Opel nel 1928. Lo sviluppo ed il design della Rak e è avvenuto assieme alla KISKA la stessa azienda che ha disegnato anche la KTM X-Bow.
Grazie al motore elettrico da 36,5 kW (di cui 10,5 disponibili continuamente) la RAK e ha una autonomia di 100 chilometri e può raggiungere la velocità di 120 km/h.